# Broncoespasme
Un broncoespasme és la constricció de la llum bronquial a causa de la contracció dels bronquis. Això, desencadena una dificultat respiratòria i un patró respiratori anormal.

## Etiologia
L'etiologia del broncoespasme és molt diversa. Hi ha 4 causes principals, les més comunes, que desencadenen l'aparició d'aquest símptoma. Aquests són: hiperreactivitat bronquial, inflamació dels bronquis, broncoespasme paradoxal i broncoespasme desencadenant per un excés d'exercici.

### Hiperreactivitat bronquial
La hiperreactivitat bronquial és una reacció d'hipersensibilitat. Això, es desencadena a causa de la reacció exagerada de la mucosa bronquial. Hi ha diferents factors o agents que poden provocar aquest quadre. Per exemple, substàncies ambientals, infeccions de les vies respiratòries i, en menys freqüència alguns fàrmacs.
Aquesta hiperreactivitat forma part de la simptomatologia de patologies com asma, reacció anafilàctica, reacció urticària severa, bronquiolitis, entre d'altres. En els adults l'asma és la principal causa d'hiperreactivitat bronquial.

### Inflamació dels bronquis
Quan es produeix la inflamació bronquial es desencadena de forma simultània una disminució de la llum bronquial. A més a més, la inflamació activa tota una sèrie de mecanismes que provoquen la contracció del múscul bronquial. Això, desencadena el broncoespasme i aguditza la broncoconstricció. D'aquesta manera la quantitat d'aire que arriba als alvèols és menor a la normal i s'activen altres mecanismes de defensa que incrementen la freqüència respiratòria, taquipnea, i l'aparició de tos.

### Broncoespasme paradoxal
Reacció provocada per efectes contraris, als considerats normals, per broncodilatadors. Aquests inicien un quadre de constricció de les vies respiratòries.

### Broncoespasme desencadenat per excés d'exercici
La realització d'activitat física d'intensitat moderada o intensa provoca una reducció de volum respiratori i una disminució de la capacitat de resistència física. A més a més, la inhalació d'aire més fred i sec també influeix. Com més activitat física més demanda d'oxigen i més freqüència respiratòria. El fet de respirar per nas disminueix la incidència de broncoespasme.

## Simptomatologia
El broncoespasme es presenta juntament amb tota una sèrie de signes i símptomes. Aquests són: dispnea, tos sense expectoració i sons respiratoris anormals, per exemple, les sibilàncies. La dispnea és provocada per la broncoconstricció, ja que, l'aire que absorbeixen els alvèols disminueix i les sibilàncies són conseqüència de la constricció de la llum bronquial.

## Tractament
El tractament del broncoespasme dependrà de la causa subjacent, de la simptomatologia i gravetat de la persona. Els quadres de broncoespasme poden ser lleus, moderats o severs. Segons això, el tractament serà un o altre. Com més aviat s'inicia el tractament millor serà el pronòstic i més controlada estarà la simptomatologia.

### Quadres lleus i moderats
El tractament que s'aplica en els quadres lleus o moderats es basa en l'administració de diferents fàrmacs broncodilatadors. Alguns d'aquests fàrmacs es poden administrar entre 15 i 30 minuts abans de fer un exercici físic de gran intensitat i en el moment d'aparició del broncoespasme. La seva vida és d'entre 3 i 6 hores en alguns i fins a 24 hores el d'acció lenta.
Alguns dels fàrmacs que s'utilitzen són: 
- Broncodilatadors d'acció ràpida: Per exemple, salbutamol, terbutalina, albuterol, entre d'altres.[7]
- Broncodilatadors d'acció perllongada: Per exemple, salmeterol o formoterol[8]
- Anti-leucotriens: Per exemple, montelukast sòdic o zafirlukast[9]
- Estabilitzadors dels mastòcits: Per exemple, cromolina sòdica.

### Quadres severs
Quan es presenten aquest tipus de quadres el tractament serà farmacològic amb broncodilatadors de tipo corticoides. Aquests tenen diferents vies d'administració: inhalació, via oral o intravenosa. La via d'administració s'adaptarà a l'estat de la persona afectada. Normalment, després d'un quadre sever es marquen tota una sèrie d'activitats preventives.